# Michel Prissette
Michel Prissette (* 22. September 1941 in Saint-Hilaire-sur-Helpe) ist ein ehemaliger französischer Radrennfahrer.

## Sportliche Laufbahn
Prissette war im Straßenradsport aktiv. Mit siebzehn Jahren begann er mit dem Radsport. Ab 1960 startete er als Unabhängiger. Er gewann den Grand Prix des Marbriers dreimal in Folge (von 1961 bis 1963). 1962 siegte er im Grand Prix des Flandres françaises. Zweiter wurde er bei Paris–Chauny 1960 und Paris–Troyes 1964. Im Circuit Franco-Belge 1966 wurde er Dritter, ebenso im Grand Prix des Marbriers 1967. 1964 bestritt er mit der französischen Nationalmannschaft die Internationale Friedensfahrt, er beendete die Rundfahrt nicht.